# Lodewijk Mortelmans
Lodewijk Mortelmans (ur. 5 lutego 1868 w Antwerpii, zm. 24 czerwca 1952 tamże) – flamandzki kompozytor, dyrygent i pedagog.

## Życiorys
Studiował we Vlaamsche Muziekschool w Antwerpii (w 1898 przekształconej w Królewskie Konserwatorium w Antwerpii) u Jana Blockxa i Petera Benoit. W 1887 rozpoczął studia w Królewskim Konserwatorium w Brukseli pod kierunkiem Arthura De Greefa (fortepian) i Huberta Ferdinanda Kufferatha (kontrapunkt). Będąc jednak zdeklarowanym Flamandem, nie zaaklimatyzował się w brukselskim środowisku muzycznym i już w 1888 wrócił do Antwerpii.
W 1893 wygrał belgijskie Prix de Rome (za kantatę Lady Makbet), co poza sukcesem osobistym przyniosło splendor także jego macierzystej antwerpskiej szkole i pośrednio pomogło w uzyskaniu przez nią statusu królewskiego konserwatorium. W 1902 został profesorem tej uczelni i przez 22 lata wykładał kontrapunkt i fugę, a w latach 1924–1933 był jej dyrektorem.
Był pierwszym dyrektorem i dyrygentem założonego w 1914 Nouveaux Concerts d'Anvers (towarzystwa koncertowego). Przewodniczył Towarzystwu Kompozytorów Flamandzkich. W 1891 za symfonię Germania otrzymał nagrodę przyznaną przez Académie Royale de Belgique, której później był członkiem.
W 1933 Mortelmans przeszedł na emeryturę i odtąd prowadził odosobniony tryb życia w Waasmunster, gdzie zajmował się kompozycję, zwłaszcza utworów fortepianowych, orkiestracją wczesnych pieśni i aranżacją melodii ludowych. Napisał też podręcznik do nauki kontrapunktu.

## Twórczość
Jego styl wywodził się z tradycji romantycznej i ewoluował w kierunku impresjonizmu. Komponował utwory orkiestrowe, instrumentalne (szczególnie impresjonistyczne utwory fortepianowe), muzykę chóralną i pieśni . Zwłaszcza jego pieśni zasługują na szczególną uwagę. Melodyka tych wcześniejszych (z lat 1887–1902) jest romantyczno-liryczna z ekspresyjną chromatyką. Pieśni późniejsze (z lat 1903–1912) charakteryzują się spójnością tekstu z muzyką, naturalizmem, dramatyczną ekspresją, wyrafinowanym frazowaniem oraz płynną modalną harmoniką . W jego utworach orkiestrowych, mimo oryginalnej niekiedy orkiestracji (De Mytheder Lente), zauważalne są wyraźne wpływy Schumanna i Brahmsa, a w operze De kinderender zee – odniesienia do weryzmu i monumentalnego dramatu Wagnera.

## Wybrane kompozycje
(na podstawie materiałów źródłowych )

### Opera
- De kinderen der zee, opera w 3 aktach, libretto R. Verhulst, 1915

### Utwory orkiestrowe
- symfonia Germania, 1891
- Homerische symfonie, 1898
- poematy symfoniczne:
  - Helios, 1894
  - Lente-Idylle (pol. idylla wiosenna), 1895
  - De Mythe der Lente (pol. mit wiosny), 1895
- Bruiloftsmarsch, 1918
- Vier Elegieen na orkiestrę smyczkową, 1925
- Avondlied, 1928
- Kindersuite, 1933

### Utwory wokalne
- Lady Macbeth, kantata na alt, tenor, baryton, chór i orkiestrę, 1893
- liczne pieśni do słów: Guida Gezelle, Paula de Monta, Johanna Wolfganga von Goethego, Charlesa Baudelaire’